# Harpalus obliquus
Harpalus obliquus är en skalbaggsart som beskrevs av Horn. Harpalus obliquus ingår i släktet Harpalus och familjen jordlöpare. Inga underarter finns listade i Catalogue of Life.